# هینکو بائر
هینکو بائر (انگلیسی: Hinko Bauer؛ ۱۹۰۸ – ۱۲ ژانویه ۱۹۸۶) معمار اهل ایتالیا بود.